# Botterens
Botterens est une localité et une commune suisse du canton de Fribourg, située dans le district de la Gruyère.

## Géographie
Botterens se situe sur la rive droite du lac de la Gruyère (autrefois de la Sarine), à 2 km au nord de Broc et à 7,8 km à l'est de la gare de Bulle. Elle est limitrophe de Broc, Châtel-sur-Montsalvens, Corbières, Morlon et Val-de-Charmey.
Le territoire de Botterens s'étend sur 4,15 km2. Lors du relevé de 2013-2018, les surfaces d'habitations et d'infrastructures représentaient 9,4 % de sa superficie, les surfaces agricoles 34,0 %, les surfaces boisées 53,4 % et les surfaces improductives 3,5 %.

## Toponymie
Le toponyme Botterens est formé d’un nom de personne germanique (Botthar ou Bothari), suivi du suffixe germanique -ingōs (« chez les gens de, chez ceux du clan de »). 
Sa plus ancienne occurrence écrite date de 1227.
Le nom de la commune est Botèrin en patois fribourgeois. Son ancien nom allemand est Botteringen.

## Histoire
La commune est issue de la fusion effectuée le 1er janvier 2006, entre les anciennes communes de Villarbeney et de Botterens.

## Population et société

### Gentilé et surnom
Les habitants de la commune sont surnommés lè Tyâ-Tsin, soit ceux qui tuent les chiens en patois fribourgeois.
On trouve quelques occurrences du gentilé Botterensois dans la presse,.

### Démographie

#### Évolution de la population
Botterens compte 733 habitants au 31 décembre 2022 pour une densité de population de 177 hab/km2. Sur la période 2010-2019, sa population a augmenté de 27,5 % (canton : 15,5 % ; Suisse : 9,4 %).  

#### Pyramide des âges
En 2020, le taux de personnes de moins de 30 ans s'élève à 35,6 %, au-dessus de la valeur cantonale (35,2 %). Le taux de personnes de plus de 60 ans est quant à lui de 21 %, alors qu'il est de 22 % au niveau cantonal.
La même année, la commune compte 343 hommes pour 327 femmes, soit un taux de 51,2 % d'hommes, supérieur à celui du canton (50,1 %).
| Hommes | Classe d’âge | Femmes |
| ------ | ------------ | ------ |
| 0,3    | 90 ans ou +  | 0,0    |
| 4,7    | 75 à 89 ans  | 5,5    |
| 15,5   | 60 à 74 ans  | 15,9   |
| 23,0   | 45 à 59 ans  | 22,0   |
| 21,9   | 30 à 44 ans  | 20,2   |
| 16,6   | 15 à 29 ans  | 17,7   |
| 18,1   | - de 14 ans  | 18,7   |

| Hommes | Classe d’âge | Femmes |
| ------ | ------------ | ------ |
| 0,4    | 90 ans ou +  | 1,0    |
| 5,9    | 75 à 89 ans  | 7,4    |
| 14,5   | 60 à 74 ans  | 14,8   |
| 22,2   | 45 à 59 ans  | 21,9   |
| 21,0   | 30 à 44 ans  | 20,6   |
| 19,1   | 15 à 29 ans  | 18,3   |
| 17,0   | - de 14 ans  | 16,0   |

## Héraldique
| Blason | Blasonnement : « De gueules à la bande d'argent au chamois au naturel brochant sur le tout et posé sur un mont à quatre coupeaux de sinople. » Commentaires : Les quatre coupeaux renvoient aux quatre pointes du mont Bifé. |

## Personnalités liés à la commune
- Oscar Moret (1912-2003), compositeur, chef de chœur et d’orchestre, est né à Botterens dans l’ancienne boulangerie.